# Sân vận động Olympic Pascual Guerrero
Sân vận động Olympic Pascual Guerrero (tiếng Anh: Estadio Olímpico Pascual Guerrero) là một sân vận động bóng đá, cũng được sử dụng cho điền kinh, buổi hòa nhạc và bóng bầu dục bảy người, ở Santiago de Cali, Colombia được đặt tên để vinh danh nhà thơ Pascual Guerrero. Sân vận động và khu liên hợp thể thao bao quanh nó, từ thập niên 1950 đến thập niên 1970, một trong những khu liên hợp thể thao tốt nhất và hiện đại nhất ở Mỹ Latinh, và dẫn đến việc gọi Cali là "Thủ đô thể thao của châu Mỹ".
"Pascual", như cư dân của Cali thường gọi sân vận động, đã thay thế Sân vận động Galilea hiện không còn tồn tại mà nằm ở vùng lân cận Versailles, nơi cuộc thi điền kinh quốc gia đầu tiên được tổ chức vào năm 1928. Pascual vẫn là một địa điểm quan trọng cho sự kiện thể thao trong nước và quốc tế.
Với việc cải tạo được thực hiện cho Giải vô địch bóng đá U-20 thế giới 2011 ở Colombia và các bộ quần áo và hộp bầu trời bổ sung, sức chứa của sân vận động đã giảm xuống còn 38.000 người. Đây hiện là sân nhà của América de Cali, Atlético và Boca Juniors, và là sân nhà của Deportivo Cali cho đến năm 2015 khi họ chuyển đến sân vận động mới của họ trên cơ sở vĩnh viễn.